# Salem Miladi
Salem Miladi, né le 7 juillet 1954 à Sfax, est un économiste et homme politique tunisien.

## Biographie

### Parcours
Salem Miladi étudie à l'université de Tunis où il obtient, en 1978, une maîtrise en sciences économiques, puis en France, à l'université Panthéon-Sorbonne, où il obtient en 1980 un DEA en planification, économie publique et aménagement, ainsi qu'un doctorat en sciences économiques (1982). Il est professeur d'université de sciences économiques à la faculté tunisienne idoine[Laquelle ?], à l'Académie militaire tunisienne, à l'École nationale d'administration tunisienne et à l'université arabe des sciences.
Il commence à travailler au ministère du Plan, de 1978 à 1992, comme directeur des projections des services. En 1992, il devient directeur général de la planification et des études au ministère du Transport, puis à nouveau en 2004.
Il est en 2003 à la tête de deux directions générales au ministère des Technologies de la communication et du Transport. Il est, un temps, « conseiller auprès du gouvernement mauritanien pour les réformes politiques et expert auprès de la commission européenne chargé de la recherche sur les transports ».
Au lendemain de la révolution tunisienne, Yassine Brahim est nommé ministre du Transport et de l'Équipement au sein du gouvernement provisoire, le 27 janvier 2011. Il démissionne le 17 juin pour se consacrer aux activités du parti Afek Tounes et laisse sa place à Mohamed Ridha Farès pour le ministère de l'Équipement et à Salem Miladi pour le ministère du Transport.
En avril 2011, Miladi est nommé directeur général de l'Institut tunisien de la compétitivité et des études quantitatives relevant du ministère du Plan et de la Coopération internationale, poste qu'il occupe jusqu'en 2014.